# Fort Buford
Fort Buford est un ancien poste militaire de la United States Army établi le 15 juin 1866 dans le Territoire du Dakota, à la confluence des rivières Missouri et Yellowstone. Nommé en l'honneur du major général John Buford, il servit durant les guerres indiennes et fut abandonné le 1er octobre 1895. Sitting Bull y effectua sa reddition en 1881. Il donne son nom à la communauté non incorporée Buford.